# Empis projecta
Empis projecta är en tvåvingeart som beskrevs av Christophe Daugeron och Patrick Grootaert 2005. Empis projecta ingår i släktet Empis och familjen dansflugor. Inga underarter finns listade i Catalogue of Life.